# مقاطعة ميتشل (آيوا)
مقاطعة ميتشل (بالإنجليزية: Mitchell County)‏ هي إحدى مقاطعات ولاية آيوا في الولايات المتحدة الأمريكية.